# Llista de gentilicis dels municipis de les Illes Balears
| Índex A B C D E F G H I J K L M N O P Q R S T U V W X Y Z |

A continuació, els gentilicis dels municipis de les Illes Balears:

## A
- Alaior: alaiorenc/ alaiorenca. (malnom)
- Alaró: alaroner/a; tefes (malnom)[1]
- Alcúdia: alcudienc/a; panxes roges (malnom)[2]
- Algaida: algaidí/ina
- Andratx: andritxol/a o andratxol/a[3]
- Ariany: arianyer/a; panxes roges (malnom)[2]
- Artà: artanenc/a o artaner

## B
- Banyalbufar: banyalbufarí/ina Patates (malnom)
- Binissalem: binissalemer/a
- Búger: bugerró/ona
- Bunyola: bunyolí/ina

## C
- Caimari: caimarienc/a
- Calvià: calvianer/a
- Campanet: campaneter/a
- Campos: campaner/a; panxes roges (malnom)[4]
- Capdepera: gabellí/ina
- Castell, el: castellà/ana (formalment); casteller/a (popularment)[5]
- Ciutadella de Menorca: ciutadellenc/a
- Consell: conseller/a
- Costitx: costitxer/a[2]

## D
- Deià: deianenc/a

## E
- Eivissa: eivissenc/a
- Escorca: escorquer/a; escorquí[6]
- Esporles: esporlerí/ina
- Estellencs: estellenquer/a; estellenquí/ina[6]

## F
- Felanitx: felanitxer/a
- Ferreries: ferrerienc/a
- Formentera: formenterer; formenterenc/a[6][7]
- Fornalutx: fornalutxenc/a

## I
- Inca: inquer/a; inquero/a

## L
- Lloret de Vistalegre: llorità/ana; lloretà/ana (formalment)[8][9]
- Lloseta: llosetí/ina
- Llubí: llubiner/a; llobiner/a (popularment)
- Llucmajor: llucmajorer/a; llucmajorenc (dit pels externs)[6][10]

## M
- Manacor: manacorí/ina; manacorer (dit pels externs)[6][11]
- Mancor de la Vall: mancorí/ina
- Maó: maonès/esa
- Maria de la Salut: marier/a (formalment);[6][8] mariando/a (popularment)[6][7][12]
- Marratxí: marratxiner/a
- Mercadal, el: mercadalenc/a
- Migjorn Gran, el: migjorner/a
- Montuïri: montuïrer/a; montuïrenc/a
- Muro: murer/a

## P
- Palma: palmesà/ana (vulgarment palmesano); ciutadà/ana;[6][8] llonguet/a (malnom)[13]
- Petra: petrer/a
- Pobla, la: pobler/a; marjalers, pataters/eras(malnoms)[14]
- Pollença: pollencí/ina
- Porreres: porrerenc/a
- Puigpunyent: puigpunyentí/ina

## S
- Salines, les: saliner/a
- Sant Antoni de Portmany: santantonienc/a; portmanyí/ina
- Sant Joan: santjoaner/a
- Sant Joan de Labritja: joaní/ina
- Sant Josep de la Talaia: josepí/ina
- Sant Llorenç del Cardassar: llorencí/ina, granots (malnom)
- Sant Lluís: santlluïser/a[6][8]; santlluïsenc[6]; lluïser[7][12]
- Santa Eugènia: taujà/ana
- Santa Eulària del Riu: eularienc/a;[6][8][15] santeularier/a[8];[16] santeularienc[12][17]
- Santa Margalida: margalidà/ana; vilero/a (popularment)[18]
- Santa Maria del Camí: santamarier/a
- Santanyí: santanyiner/a
- Selva: selvatgí/ina
- Sencelles: senceller/a
- Sineu: sineuer/a
- Sóller: solleric/a
- Son Servera: serverí/ina

## V
- Valldemossa: valldemossí/ina
- Vilafranca de Bonany: vilafranquer/a